# Acanthodelta richardi
Acanthodelta richardi är en fjärilsart som beskrevs av Pierre E.L. Viette 1975. Acanthodelta richardi ingår i släktet Acanthodelta och familjen nattflyn. Inga underarter finns listade i Catalogue of Life.